# Rózsakereszt Templomának Rendje
A Rózsakereszt Templomának Rendje (Order of the Temple of the Rosy Cross, OTRC) egy teozófusok által alapított rend volt a XX. század elején. A szervezetet a Teozófiai Társulat vezetői, köztük Annie Besant, Marie Russak Hotchener és James Ingall Wedgwood alapították.
Gregory Tillett, Ph.D. "Charles Webster Leadbeater 1854-1934" című disszertációja szerint mind Russak, mind Wedgwood médiumok voltak, akik tempel-összejöveteleik során állítólag üzeneteket tudtak fogadni a "mesterektől". Tillet, aki több taggal is készített interjút, megjegyzi, hogy nagyon kevés nyilvános utalás létezik a Rendről. A Társulat által kiadottak homályos megfogalmazásúak, míg a "külsős" hivatkozások pontatlanok. Russak helyettese Lady Emily Lutyens volt, aki a Kelet Csillaga Rend(en) angliai képviselője és újságjának, a Herald of the Star-nak a szerkesztője, a Társulat ezoterikus szekciójának a tagja, továbbá a szervezet tehetős támogatója volt.
A The Vahan teozófiai folyóirat szerint az OTRC "a misztériumok, a rózsakeresztesség, a kabbala, az asztrológia, a szabadkőművesség, a szimbolizmus, a keresztény szertartások, a misztikus hagyományok és a nyugat okkultistái tanulmányozásának" szentelte magát. Hozzáteszi még, hogy "az a megbízatása, hogy előkészítője legyen a Róma dekadenciája miatt elveszett misztériumok helyreállításának".
Az ausztrál Sophia egyetemi hírújság közlése szerint "A Rend Tanácsa 12 testvérből állt, akik mély érdeklődést tanúsítottak az ősi misztériumok és a szertartásos okkultizmus iránt és akik azt remélték, hogy - Rákóczi mester inspirációi által vezetve - jó eszköz lesz a régi misztériumok felélesztésére és az új "Világtanító" érkezésének előkészítésére.
A Rend tagjai fehér tunikát viseltek és kéthetente találkoztak "Oratorium" (elméleti) és "Laboratorium" (gyakorlati) összejöveteleiken. Az oratorium találkozókon spirituális és filozófiai szövegek értelmezése és megbeszélése zajlott, míg a "Laboratorium" rendezvényeken belső munka és szertartás volt a gyakorlat. A Rend felbomlása után Russak belépett a Rózsakeresztes rendbe és Harvey Spencer Lewis-zal aktívan együttműködve alakították ki az AMORC szertartásrendjét az 1920-as években.
Charles Webster Leadbeater helytelenítette a Rend működését, mert nem látta sem igazoltnak, sem "szabályosnak" a rajta és Besanton kívüli médiumok - mesterektől származó -üzenetközléseit. Azt állította, hogy a szertartások "ártalmas erőket hoztak felszínre", így Leadbeater sikertelenül próbálta meggyőzni Lutyens-t arról, hogy "szervezzék át az iránymutatásai szerint". 1914-ben Leadbeater hivatalosan utasította őket a Rend feloszlatására."
Max Heindel az 1915-ben megjelent "Rays from the Rose Cross" című művében vitatta, hogy bármiféle kapcsolat lehet a Rosicrucian Fellowship és az OTRC, vagy bármely más teozófiai ihletésű társaság között, mivel "a Teozófiai Társulat és szervezeteinek a célja homlokegyenest ellentétes a Rosicrucian Fellowship céljaival, mely a nyugati vallási bölcseletet vallja magáénak és hiszi, hogy nyugati embernek nyugati módszerekre van szüksége."

## Fordítás
- Ez a szócikk részben vagy egészben  az   Order of the Temple of the Rosy Cross című angol Wikipédia-szócikk fordításán alapul.  Az eredeti cikk szerkesztőit annak laptörténete sorolja fel. Ez a jelzés csupán a megfogalmazás eredetét és a szerzői jogokat jelzi, nem szolgál a cikkben szereplő információk forrásmegjelöléseként.